# Cadence Brace
Cadence Brace (* 25. Februar 2005) ist eine kanadische Tennisspielerin.

## Karriere
Brace begann mit sechs Jahren das Tennisspielen und spielt bislang überwiegend Turniere auf der ITF Juniors World Tennis Tour und der ITF Women’s World Tennis Tour, wo sie bislang je einen Titel im Einzel und im Doppel gewinnen konnte.
Im Dezember 2021 erreichte sie das Finale im Dameneinzel des mit 15.000 US-Dollar dotierten ITF-Turniers in Lambare.
Im April 2022 erreichte sie das Hauptfeld des mit 60.000 US-Dollar dotierten ITF-Turniers in Charlottesville.

## Turniersiege

### Einzel
| Nr. | Datum         | Turnier | Kategorie | Belag     | Finalgegnerin | Ergebnis      |
| --- | ------------- | ------- | --------- | --------- | ------------- | ------------- |
| 1.  | 23. Juni 2024 | Wichita | ITF W35   | Hartplatz | Victoria Hu   | 7:5, 4:6, 6:3 |

### Doppel
| Nr. | Datum           | Turnier                  | Kategorie | Belag     | Partnerin      | Finalgegnerinnen               | Ergebnis  |
| --- | --------------- | ------------------------ | --------- | --------- | -------------- | ------------------------------ | --------- |
| 1.  | 11. Januar 2025 | Le Lamentin (Martinique) | ITF W35   | Hartplatz | Victoria Mboko | Olivia Lincer Clervie Ngounoue | 6:2, 7:62 |